# Betio

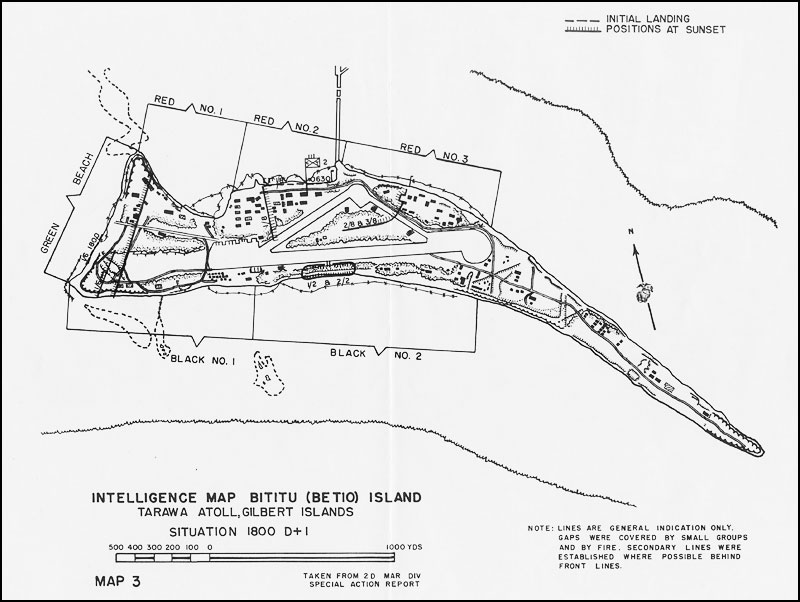
Kaart van Betio uit de Tweede Wereldoorlog

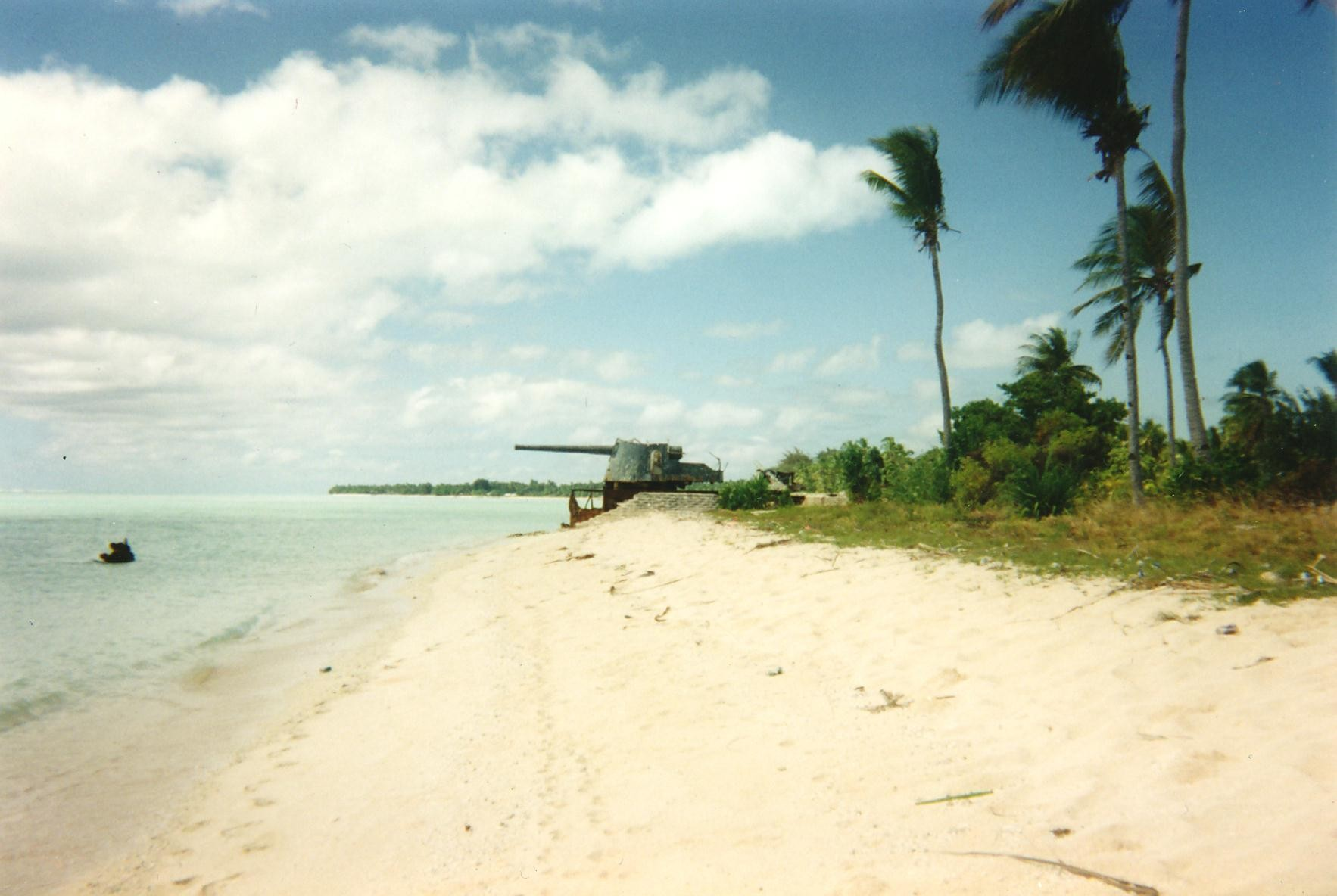
Kanon ("Singapore Gun") uit de Tweede Wereldoorlog

Betio is een eiland aan de zuidwestpunt van het Kiribatische atol Tarawa dat onder de naam Betio Town Council (BTC) bestuurlijk gezien onderdeel vormt van de hoofdstad Zuid-Tarawa. De belangrijkste haven van het atol bevindt zich hier, alsook de overheidskantoren voor toerisme en handel. Het is het dichtstbevolkte stadsgebied van het hele Pacifisch eilandengebied.

## Geschiedenis

### Tweede Wereldoorlog
Tijdens de Tweede Wereldoorlog (de Pacifische Oorlog), toen Tarawa nog onderdeel vormde van de Britse kolonie Gilberteilanden, werd het eiland op 10 december 1941 veroverd door Japanse troepen. Zeelieden van het handelsschip Nimanoa lieten daarbij hun schip afzinken in de haven van Betio om te voorkomen dat Japanse troepen er gebruik van konden maken. Zij werden daarop gevangengenomen door Japanse troepen, maar wisten met hulp van de bevolking in een kleine open boot te ontsnappen naar Fiji. Mogelijk werd dit vergolden op de inwoners, want rond 15 oktober 1942 werden een aantal Nieuw-Zeelanders en Fijiaanse burgers onthoofd door Japanse soldaten. Hoewel het nieuws over het bloedbad werd stilgehouden door de Britse autoriteiten, die het zelfs niet aan de Nieuw-Zeelandse en Fijische regeringen vertelde, bereikten wilde geruchten over het bloedbad de nabestaanden echter uiteindelijk toch. Mogelijk was het doodschieten van Japanse krijgsgevangenen in een Nieuw-Zeelands kamp tijdens een kampopstand een vergelding hiervoor. De Nieuw-Zeelandse kampbewaker die op de Japanse gevangenen schoot was namelijk de broer van een van de burgers die werden vermoord op Betio. De Japanners lieten een vliegveld aanleggen op het eiland.
In november 1943 vervolgde het Amerikaanse leger in navolging van de Slag om Guadalcanal haar offensief met de Slag om Tarawa. Tijdens deze slag werd het Amerikaanse leger voor het eerst tijdens haar offensief geconfronteerd met de verbetenheid van de Japanse troepen; van de ruim 3000 soldaten en 1000 man Japans personeel bleven slechts 17 in leven en van de 1200 Koreaanse (dwang)arbeiders slechts 129. Van de 35 000 Amerikaanse manschappen kwamen ongeveer 1700 om het leven en raakten bijna 2300 gewond. Het wrak van de Nimanoa, dat deels boven het water uitstak, werd tijdens de invasie door de Japanners gebruikt als mitrailleursnest tegen de Amerikaanse invasietroepen. Het veroverde vliegveld werd omgedoopt tot Hawkins Field naar de gesneuvelde Eerste Luitenant William Dean Hawkins. Al snel werden de meeste militaire activiteiten verplaatst naar het nieuw aangelegde vliegveld Mullinix Field op het eiland Bonriki, dat een langere landingsbaan had.
Overblijfselen van de Japanse aanwezigheid en de gevechten zijn zichtbaar in de aanwezigheid van een groot aantal bunkers, wrakken van militaire voertuigen, onontplofte artilleriehulzen, mortieren, luchtdoelgeschut, mitrailleurshulzen en de vele vergroeide palmen over de hele lengte van het eiland en de riffen eromheen. Ook bevinden zich een paar honderd graven van Japanse en Amerikaanse soldaten op het eiland.

#### "Singapore guns"
De Japanners hadden aan de zuidkant van het eiland vier 8 inch kanonnen geïnstalleerd, die uit de Engelse wapenfabriek van Vickers afkomstig waren. Al snel na de Slag om Tarawa ging het gerucht dat deze Engelse kanonnen afkomstig waren uit het door Japan veroverde Singapore. Later onderzoek wees echter uit dat ze door Japan in 1905 waren gekocht voor de oorlog tegen Rusland. In Singapore bleken helemaal geen Vickers 8 inch kanonnen te hebben gestaan, maar 15 inch kanonnen, die overigens nog steeds zoek zijn.

### Economisch centrum
Na de oorlog werd het verlaten vliegveld gebruikt voor woningbouw voor de snel groeiende bevolking. In de jaren 1970 raakte het eiland als het economisch centrum van Kiribati steeds meer overbevolkt, hetgeen nog werd versterkt door de aanleg van de damweg naar Bairiki begin jaren 1980, waarop het in de jaren 1980 met een dichtheid van 2.500 inw./km² zelfs de dichtstbevolkte plaats ter wereld vormde. De bevolkingsdichtheid is tegenwoordig vergelijkbaar met die van Hongkong.